# Llactapata

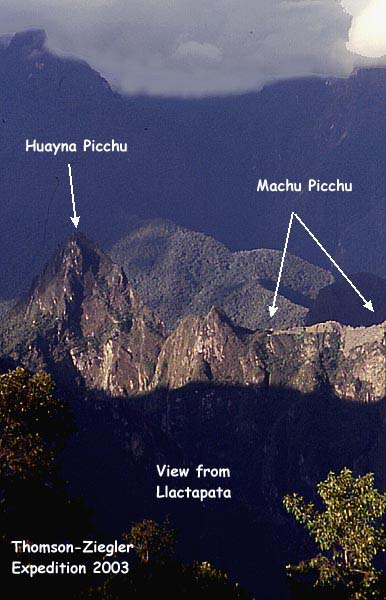
Machu Pichu vista da Llactapata, come era stata chiamata da Hiram Bingham

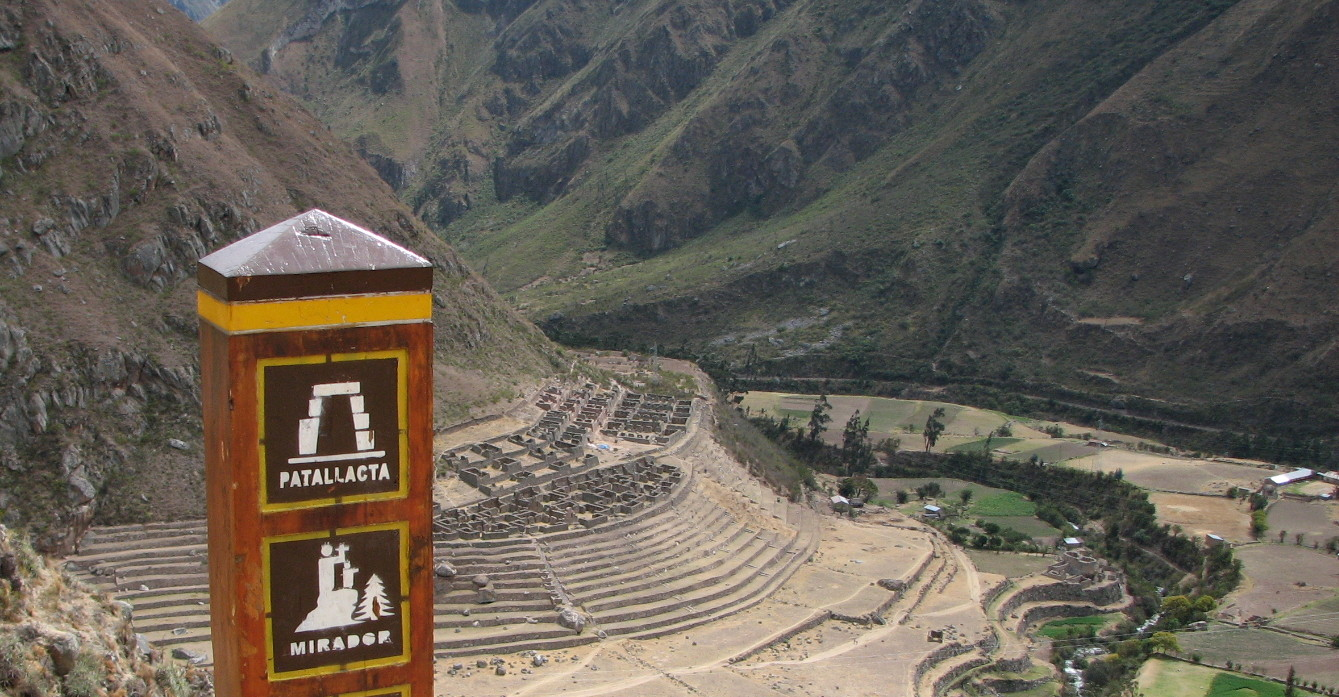
Patallacta vista da sopra la strada inca

Llactapata (a volte scritto Llaqtapata) è la combinazione di due parole quechua. Hiram Bingham, scopritore di Machu Picchu e molti altri siti inca, afferma che Llacta Pata è un termine descrittivo: "llacta" significa "città" e "pata" significa "un'altura". Più di un sito, quindi, veniva chiamato con questo nome.

## Descrizione
Hiram Bingham scoprì per primo Llactapata nel 1912. "Abbiamo trovato prove del fatto che alcuni capi Inca avessero costruito la loro casa qui, includendo nel progetto una decina o una dozzina di edifici".
Bingham posiziona il sito "sulla cime di una cresta tra le vallate dell'Aobamba e del Salcantay, circa 500 piedi [1500 metri, NdT] sopra a Huaquina". "Qui abbiamo scoperto molte rovine e due o tre rifugi moderni. Gli indiani dicono che questo posto era chiamato Llacta Pata". Bingham non esaminò a fondo le rovine, che rimasero non studiate per altri 70 anni.
Nel 2003 fu condotto uno studio sul sito da Thomson e Ziegler, il che permise di ipotizzare che il posizionamento sul cammino inca per Machu Picchu lo rendesse una stazione di posta durante il viaggio. Questo complesso si trova quattro chilometri ad ovest di Machu Picchu, sulla cresta che divide i bacini idrici di Aobamba e Santa Teresa. Questo studio e quelli successivi portarono alla luce un'ampia struttura complessa, e caratteristiche che legavano il sito a Machu Picchu come continuazione del percorso che portava a Vilcabmba. Llactapata potrebbe essere stato un componente della rete di luoghi cerimoniali ed amministrativi che caratterizzavano il centro regionale di Machu Picchu. Probabilmente giocò un importante ruolo astronomico durante i solstizi e gli equinozi.

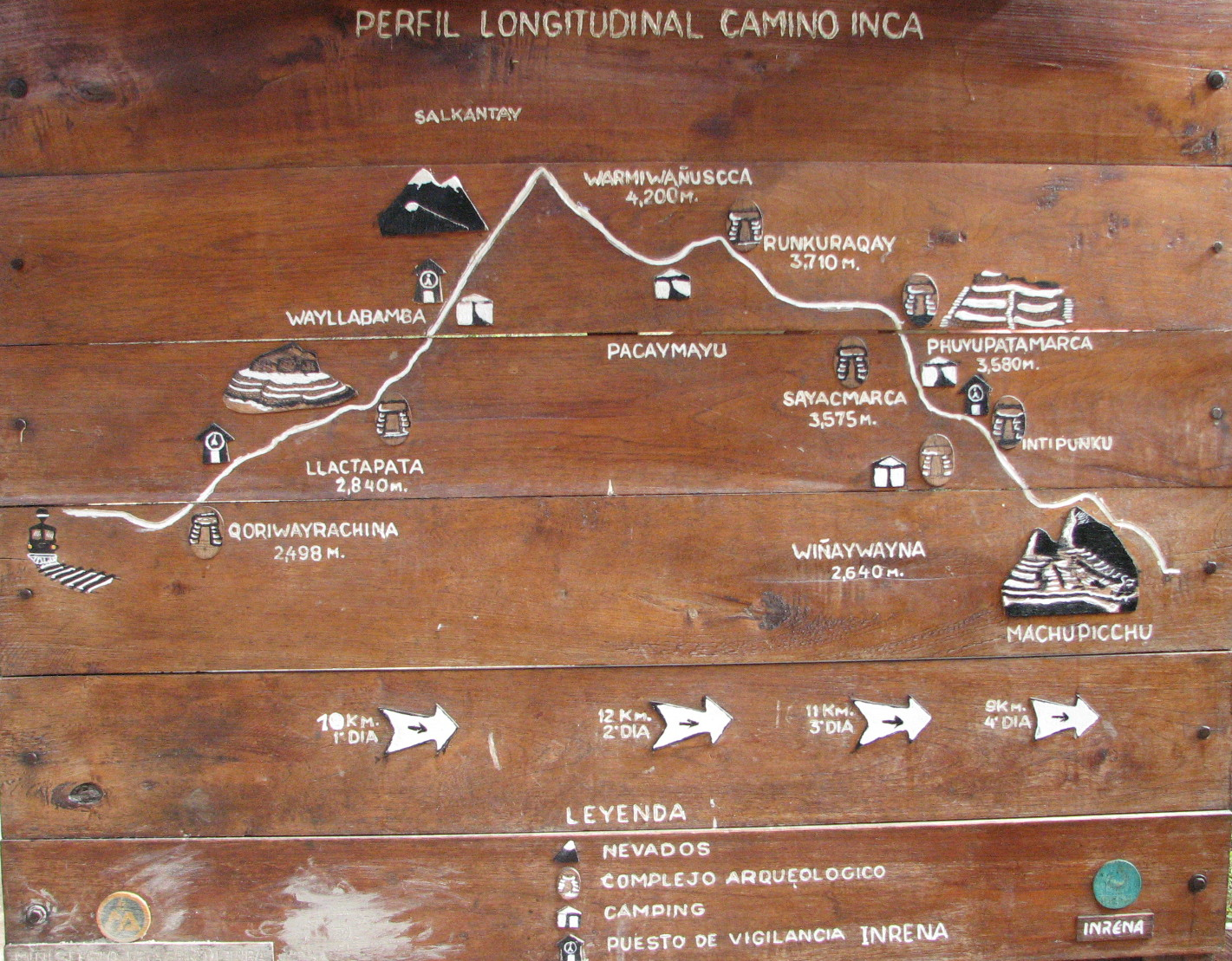
Mappa presso Wayllabamba che identifica Patallacta come Llactapata

Bingham trova un altro sito "a Qquente, e vicino alla foce del fiume Pampaccahuana, sopra una serie di terrazze". Il suo collega Herman Tucker afferma che il nome del luogo fosse Patallacta e che contenesse un centinaio di case. "Al di sopra c'erano molti siti importanti tra cui Huayllabamba. Questo sito si trova a 1,5 chilometri dall'inizio del "Tragitto Inca Classico", che inizia al chilometro 88.

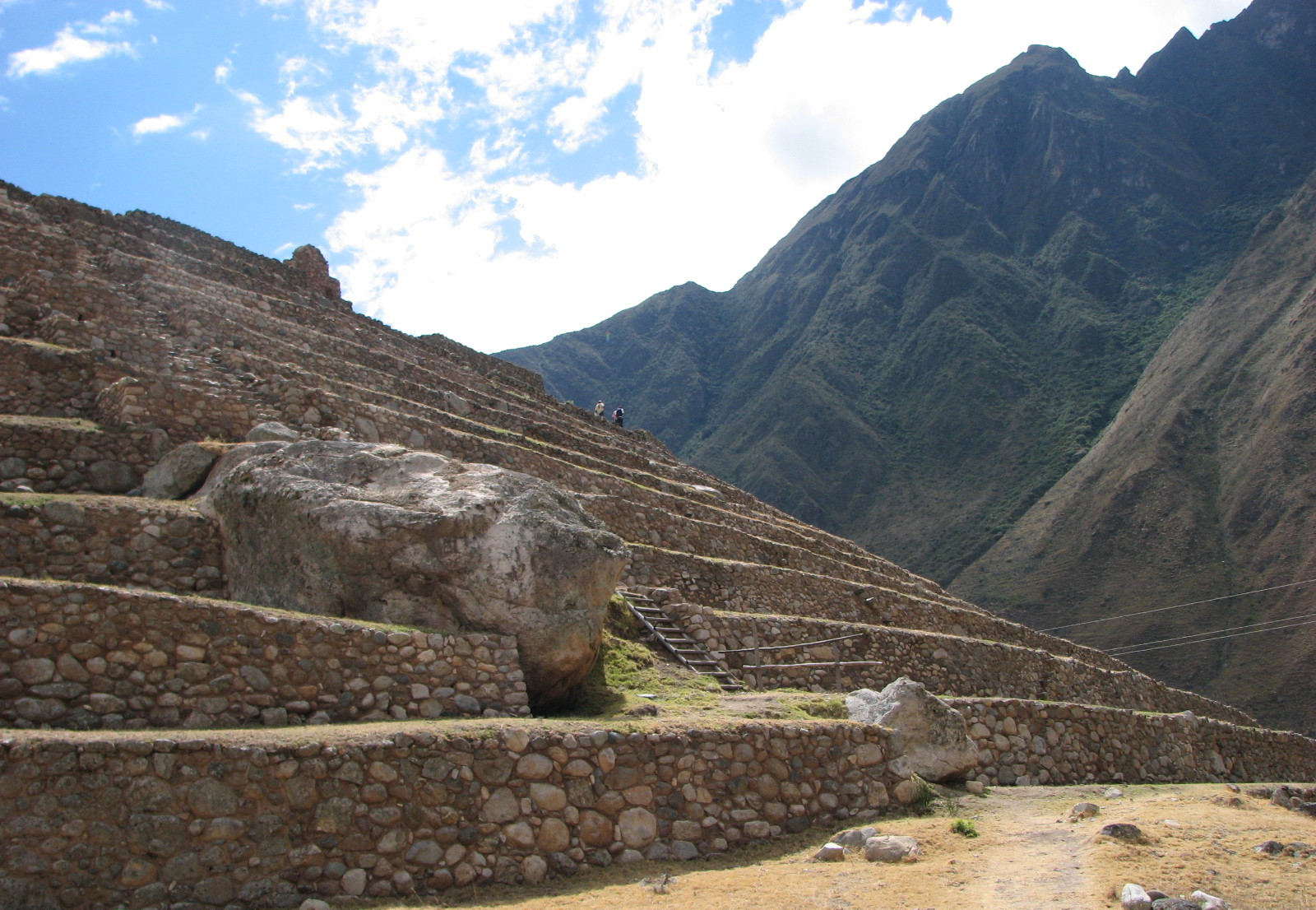
I lavoratori sembrano nani in confronto alle terrazze, che a loro volta sembrano piccole paragonate alle montagne di Patallacta ne Llactapata

Questo sito ospitava numerosi abitanti, tra cui viaggiatori e soldati che dovevano gestire la collina fortificata di Willkaraqay. Un santuario con mura arrotondate, noto come Pulpituyoc, serviva per le funzioni cerimoniali e religiose.
Llactapata fu incendiata da Manco II, il quale distrusse numerosi insediamenti lungo il cammino inca nel corso della ritirata da Cuzco del 1536, per scoraggiare l'inseguimento degli spagnoli. In parte per questo motivo, gli spagnoli non trovarono mai il percorso inca o gli insediamenti disposti lungo il tragitto.
Un terzo sito composto da pietre scolpite ed edifici, Q'enqo, sopra a Cuzco, potrebbe essere stata la casa in cui morì Pachakuti, chiamato Chinchaysuyu o Patallacta.
La pronuncia di Llaqtapata è iakta-pata.